# Mateo José González Rubio
Mateo José González Rubio (* 21. September 1778 in Cartagena de Indias, Vizekönigreich Neugranada; † 15. Juni 1845) war ein kolumbianischer römisch-katholischer Geistlicher und Weihbischof in Popayán.

## Leben
Mateo José González Rubio studierte Philosophie und Katholische Theologie am Priesterseminar San Carlos in Cartagena de Indias. Er empfing 1801 das Sakrament der Priesterweihe. Anschließend wirkte González Rubio als Domherr an der Kathedrale von Cartagena. 1833 wurde er Archidiakon und 1834 Domdechant.
Am 1. Februar 1836 ernannte ihn Papst Gregor XVI. zum Titularbischof von Lambaesis und am 30. August 1839 zum Weihbischof in Popayán. Der Bischof von Cartagena, Juan Fernández de Sotomayor y Picón, spendete ihm am 1. März 1840 in der Kathedrale von Cartagena die Bischofsweihe. Als Weihbischof hatte González Rubio seinen Sitz in Pasto.